# 村田扶実子
村田 扶実子（むらた ふみこ、1907年11月28日 - 不詳）は、日本の女優である。本名は村田 嘉寿代。東京都出身。妹は女優の村田知栄子。

## 来歴・人物
兵庫県神戸市で育つ。同市の松蔭高等女学校卒業。
1927年に宝塚国民座に入り、その後曾我廼家十吾と2代目渋谷天外の松竹家庭劇を経て、1937年に水谷竹紫、水谷八重子らの率いる芸術座に加入し、舞台を中心に活動。
戦後は大阪松竹の新春座などを経て、1956年に大映の専属となり、多くの作品に老け役として出演した。特に、増村保造作品では欠かせない顔であった。舞台出演も継続し、北条秀司などの作品の常連出演者であった。

## 出演作品

### 映画
- 女の肌（1957年）
- 永すぎた春（1957年） - おはま
- くちづけ（1957年）  - 売店のおばさん
- 地上（1957年）  - 中村きん
- 暖流（1957年）  - 婦長　橋本
- 春高樓の花の宴（1957年）
- 巨人と玩具（1957年）  - 京子の母
- 赤線の灯は消えず（1958年） - 炊事のばあさん
- 一粒の麦（1958年）- 須山の妻
- 氾濫（1959年） - 宇野夫人
- 美貌に罪あり（1959年） - 周作の母親さく
- 総会屋錦城　勝負師とその娘 （1959年） - 押売りの女
- 闇を横切れ（1959年）  - 掃除婦
- 細雪（1959年）  - アパートの女主人
- 女経　第三話　恋を忘れていた女（1960年） - お文
- 銀座のどら猫（1960年） - 民江
- 偽大学生（1960年） - 花枝
- 恋にいのちを（1961年） - 女中Ａ
- 怪談蚊喰鳥（1961年） - おろく
- 女は二度生れる（1961年） - お高
- 妻は告白する（1961年）  - 宮内恵子
- 江梨子（1962年）
- その夜は忘れない（1962年）
- 女の一生（1962年） - おくら
- 黒の報告書（1963年） - 電気器具店主人の妻
- 嘘（1963年） - アメ横のおばさん
- 越前竹人形（1963年） - お時
- 卍（1964年）  - 梅子（徳光家女中）
- 黒の超特急（1964年） - 煙草屋のおかみさん
- 兵隊やくざ（1965年） - おくま
- 大怪獣ガメラ（1965年） - 百姓の婆さん
- 雁（1966年）
- 白い巨塔（1966年） - 佐々木よし江
- 妻二人（1967年） - 女中お年
- にせ刑事（1967年） - ミルクプラントのおばさん
- セックス・チェック 第二の性 （1968年） - ちか子
- でんきくらげ（1970年） - 中年女
- 遊び（1971年） -  寿荘の老婆

### テレビドラマ
- ザ・ガードマン 第115話「死を占う少女」（1967年6月16日、TBS）
- 火曜日の女シリーズ / 逃亡者 -この街のどこかで-（1970年、大映テレビ室・日本テレビ）※村田扶美子でクレジット

### 舞台
- 華やかな夜景